# Spilosoma nigrescens
Spilosoma nigrescens är en fjärilsart som beskrevs av Rothschild 1910. Spilosoma nigrescens ingår i släktet Spilosoma och familjen björnspinnare. Inga underarter finns listade i Catalogue of Life.